# Loi de déplacement radioactif de Fajans et Soddy

Différents modes de désintégration radioactive, représentés dans le tableau N-Z (N = nombre de neutrons, Z = nombre de protons) : radioactivités α, β− et β+, capture électronique ε, émission de neutron n et émission de proton p.

En radiochimie et en physique nucléaire, la loi des déplacements radioactifs, également connue sous le nom de loi de Fajans et Soddy, est une règle régissant la transmutation des éléments lors des désintégrations radioactives. Elle porte le nom de Frederick Soddy et de Kazimierz Fajans, dont les observations avaient conduit indépendamment à l'établissement de cette loi en 1913,.
Cette loi décrit quel élément chimique et quel isotope est créé lors d'un mode de désintégration radioactive :
- dans le cas de la désintégration alpha, un nouvel élément est créé avec un numéro atomique qui diminue de 2 et un nombre de masse qui diminue de 4 par rapport à ceux du radio-isotope parent, par exemple :
{\displaystyle {}_{92}^{238}{\text{U}}\to {}_{90}^{234}{\text{Th}}} ;
- dans le cas de la désintégration bêta, le nombre de masse reste inchangé alors que le numéro atomique augmente de 1 par rapport à celui du radio-isotope parent, par exemple :
{\displaystyle {}_{82}^{212}{\text{Pb}}\to {}_{83}^{212}{\text{Bi}}} ;
- le mode précédent correspond à la désintégration β− (émission d'un électron), le seul mode de désintégration bêta qui avait été observée lorsque Fajans et Soddy ont proposé leur loi en 1913. Plus tard, dans les années 1930, d'autres modes de désintégration bêta, connues sous le nom de désintégration β+ (émission d'un positron) et de capture électronique, ont été découverts, dans lesquelles le numéro atomique diminue de 1 par rapport à celui du radio-isotope parent, par exemple :
{\displaystyle {}_{61}^{144}{\text{Pm}}\to {}_{60}^{144}{\text{Nd}}}.